# فرقة ميامي
فرقة ميامي هي فرقة غنائية كويتية تأسست عام 1991، تتميز بلون الغناء الشبابي والسريع.

## بداية وتأسس الفرقة
ترجع البداية للفرقة إلى عام 1986 - 1987، حيث كانت الفرقة لم تطرح أي البوم غنائي بعد، كانت تضم مؤسسي الفرقة وهم: طارق قاسم محمد، مشعل صالح ليلي، عدنان، حسين، أحمد.
انضم بعد أسبوع من التأسيس ليلي ليلي محمد. وبعد عدة أيام أنسحب ثلاث من الأعضاء من الفرقة لأسباب وظروف خاصه لم يتم الإعلان عنها. وبعد ذلك قرر الانضمام إلى الفرقة كلاً من : مشعل حسين وخالد ولكن لم يكتب لهم البقاء في الفرقة حيث أنسحبو بعد انضمامهما بفترة قصيرة.
وأخيراً انضم إليهم خالد الرندي ليكون العضو الرابع والأخير للفرقة. واستقر أعضاء الفرقة منذ تلك السنة حتى يومنا هذا، وهم :
- طارق قاسم محمد
- خالد عبد الجليل الرندي
- ليلي ليلي محمد
- مشعل صالح ليلي

### اسم الفرقة
قرر طارق أن يسمي الفرقة. فوقعت عيناه على اسم ميامي (حيث كان الاسم مكتوب بخط جميل على لوحه في إحدى فصول الأندية الصيفية) فكان الاسم من نصيب الفرقة.

### البداية الرسمية
أما البداية الرسمية والفعلية للفرقة فهي ترجع لعام 1991 من خلال ألبوم صبوحة التي قامت شركة المسعود للإنتاج الفني بتحمل تكاليف إنتاجه وتوزيعه، وقد لاقت أغنية صبوحة نجاحاً وقتها.

## الألبومات
1. 1991 : صبوحة - وهو أول ألبوم رسمي للفرقة.
2. 1994 : غزالة.
3. 1995 : ترى الحسن.
4. 1996 : عاشوا - هذا الألبوم لاقى نجاح منقطع النظير على مستوى دولة الكويت وخارجها.
5. 1997 : شيلوها شيلة.
6. 1998 : الحمدالله شفناكم.
7. 1999 : سكر زيادة.
8. 2000 : هونها.
9. 2001 : ياحلوكم.
10. 2004 : ملكش دعوة بيها - وكان به دويتو مع الفنان الشعبي شعبان عبد الرحيم.
11. 2005 : باك تون.
12. 2008 : ميامي للأبد.
13. 2011 : تسمحيلي بالرقصة دي.
14. 2015 : بستانس.
15. 2017 : مشكلة.

ولم يقتصر نشاط الفرقة على أغاني الألبومات فحسب، بل غنت العديد من الأغاني الوطنية والأغاني الرياضية وبعض مقدمات المسلسلات والبرامج التلفزيونية، هذا إلي جانب الأغاني التراثية التي أعادو تسجيلها بأسلوبهم الممتع والناجح. لذلك فقد تميزت الفرقة بتقديمها لكافة الألحان والإيقاعات والألوان الغنائية تقريباً.

## بعد النجاح
أصبحت ميامي من الفرق الغنائية من حيث استقطابها لشريحه كبيرة من المستمعين لها كبارا وصغارا، وأدائهم الناجح فهم لم يكتفوا بإعادة الأغاني الكويتية القديمة بل أستعانو بقدراته في تنفيذ عدة أغاني حازت على النجاح.